# Chris-Pin Martin
Pour les articles homonymes, voir Martin.

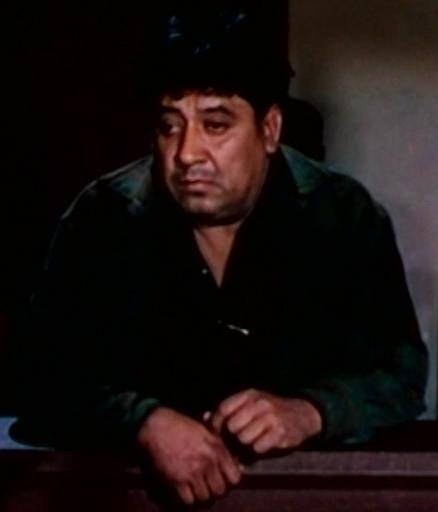
Dans Une étoile est née (1937)

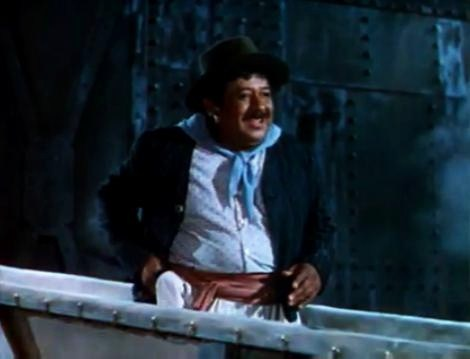
Dans Sous le ciel d'Argentine (1940)

Chris-Pin Martin est un acteur américain d'ascendance mexicaine, né Ysabel Ponciana Chris-Pin Martin Paiz le 19 novembre 1893 à Tucson (Arizona), mort le 27 juin 1953 à Montebello (Californie).

## Biographie
Au cinéma, Chris-Pin Martin débute (dans un petit rôle non crédité) dans La Ruée vers l'or de (et avec) Charlie Chaplin, sorti en 1925. Après quelques autres films muets, il poursuit sa carrière après l'avènement du parlant et tient ses premiers rôles notables dans les westerns Billy the Kid de King Vidor (1930, avec Johnny Mack Brown dans le rôle-titre et Wallace Beery) et Le Mari de l'Indienne de Cecil B. DeMille (1931, avec Warner Baxter et Lupe Vélez).
Mentionnons également Le Joyeux Bandit de Rouben Mamoulian (1936, avec Nino Martini et Ida Lupino), La Chevauchée fantastique de John Ford (1939, avec John Wayne et Claire Trevor), Sous le ciel d'Argentine d'Irving Cummings (1940, avec Don Ameche et Betty Grable), L'Étrange Incident de William A. Wellman (1943, avec Henry Fonda et Dana Andrews), ou encore Capitaine de Castille d'Henry King (1947, avec Tyrone Power et Jean Peters). Le dernier de ses cent-trente-neuf films américains est Mesa of Lost Women (en) (avec Jackie Coogan), sorti le 17 juin 1953, dix jours avant sa mort brutale, d'une crise cardiaque.
Pour la télévision, Chris-Pin Martin participe à un épisode, diffusé en 1950, de la série-western The Lone Ranger.

## Filmographie partielle

### Au cinéma
- 1925 : Lord Jim de Victor Fleming
- 1925 : La Ruée vers l'or (The Gold Rush) de Charlie Chaplin
- 1927 : La Nuit d'amour (The Night of Love) de George Fitzmaurice
- 1927 : Le Gaucho (The Gaucho) de F. Richard Jones
- 1928 : Un soir à Singapour (Across to Singapore) de William Nigh
- 1929 : Loin vers l'est (Where East is East) de Tod Browning
- 1929 : Le Forban (The Rescue) de Herbert Brenon
- 1930 : Billy the Kid de King Vidor
- 1930 : Adios (The Lash) de Frank Lloyd
- 1931 : Cisco Kid (The Cisco Kid) de Irving Cummings
- 1931 : Le Mari de l'Indienne (The Sqaw Man) de Cecil B. DeMille
- 1931 : La Fille de l'enfer (Safe In Hell) de William A. Wellman
- 1932 : South of Santa Fe (en) de Bert Glennon
- 1932 : The Stoker (en) de Chester M. Franklin
- 1932 : The Painted Woman de John G. Blystone
- 1932 : Le Masque d'or (The Mask of Fu Manchu) de Charles Brabin
- 1932 : Girl Crazy de William A. Seiter
- 1933 : The California Trail (en) de Lambert Hillyer
- 1933 : L'Homme de Monterey (The Man from Monterey) de Mack V. Wright
- 1934 : La Cucaracha de Lloyd Corrigan (court métrage)
- 1934 : La Passagère (Chained) de Clarence Brown
- 1934 : Four Frightened People de Cecil B. DeMille
- 1935 : Ville frontière (Bordertown) de Archie Mayo
- 1935 : Les Nuits de la pampa (Under the Pampas Moon) de James Tinling
- 1935 : Capitaine Blood (Captain Blood) de Michael Curtiz
- 1936 : The Bold Caballero de Wells Root
- 1936 : The Border Patrolman de David Howard
- 1936 : Le Joyeux Bandit (The Gay Desperado) de Rouben Mamoulian
- 1937 : Trompette Blues (Swing High, Swing Low) de Mitchell Leisen
- 1937 : The Hurricane de John Ford
- 1937 : Under Strange Flags (en) de Irvin Willat
- 1937 : Le Champion (Boots and Saddles) de Joseph Kane
- 1937 : Une étoile est née (A Star Is Born) de William A. Wellman
- 1938 : Quatre Hommes et une prière (Four Men and a Prayer) de John Ford
- 1938 : La Ruée sauvage (The Texans) de James P. Hogan
- 1938 : La Belle de Mexico (Tropic Holiday) de Theodore Reed
- 1938 : Un envoyé très spécial (Too Hot to Handle) de Jack Conway
- 1939 : The Girl and the Gambler (en) de Lew Landers
- 1939 : La Chevauchée fantastique (Stagecoach) de John Ford
- 1939 : L'Aigle des frontières (Frontier Marshal) de Allan Dwan
- 1939 : The Fighting Gringo de David Howard
- 1939 : Le Retour de Cisco Kid (The Return of the Cisco Kid) de Herbert I. Leeds
- 1940 : Sous le ciel d'Argentine (Down Argentine Way) de Irving Cummings
- 1940 : Lucky Cisco Kid (en) de H. Bruce Humberstone
- 1940 : Le Signe de Zorro (The Mark of Zorro) de Rouben Mamoulian
- 1940 : Charlie Chan au Panama de Norman Foster
- 1940 : The Gay Caballero (en) de Otto Brower
- 1941 : Le Roméo errant (en) (Ride on Vaquero) de Herbert I. Leeds
- 1941 : The Bad Man de Richard Thorpe
- 1941 : Week-end à la Havane (Week-End in Havana) de Walter Lang
- 1942 : L'Homme caché (Undercover Man) de Lesley Selander : Miguel
- 1942 : Far West (American Empire) de William C. McGann
- 1943 : L'Étrange Incident (The Ox-Bow Incident) de William A. Wellman
- 1944 : Ali Baba et les Quarante Voleurs (Ali Baba and the Forty Thieves) de Arthur Lubin
- 1944 : Tampico de Lothar Mendes
- 1945 : San Antonio de David Butler
- 1946 : Ses premières ailes (Gallant Journey) de William A. Wellman
- 1947 : Dieu est mort (The Fugitive) de John Ford (film américano-mexicain)
- 1947 : The Lone Wolf in Mexico (en) de D. Ross Lederman

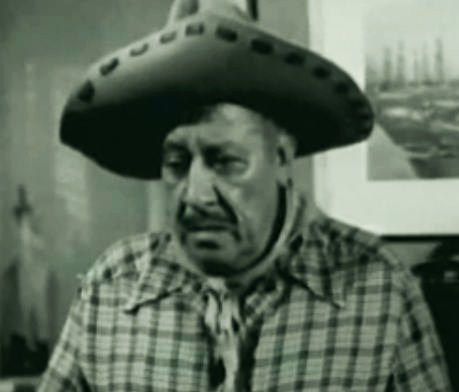
Dans Mesa of Lost Women (1953)

- 1947 : Au carrefour du siècle (The Beginning or the End) de Norman Taurog
- 1947 : Robin des Bois de Monterey (en) (Robin Hood of Monterey) de Christy Cabanne
- 1947 : La Vie secrète de Walter Mitty (The Secret Life of Walter Mitty) de Norman Z. McLeod
- 1947 : Capitaine de Castille (Captain from Castile) de Henry King
- 1948 : Furie sauvage (en) (The Return of Wildfire) de Ray Taylor
- 1948 : Belle Starr's Daughter (en) de Lesley Selander
- 1948 : Deux Nigauds toréadors (Mexican Hayride) de Charles Barton
- 1949 : Mam'zelle mitraillette (The Beautiful Blonde from Bashful Bend) de Preston Sturges
- 1949 : Rimfire (en) de B. Reeves Eason
- 1950 : Poison blanc (Borderline) de William A. Seiter
- 1950 : The Arizona Cowboy (en) de R. G. Springsteen
- 1951 : The Lady from Texas (en) de Joseph Pevney
- 1951 : Je veux un millionnaire (A Millionaire for Christy) de George Marshall : Christabel 'Christy' Sloane
- 1952 : Capturez cet homme ! (en) (Ride the Man Down) de Joseph Kane
- 1953 : Les Rebelles de San Antone (en) (San Antone) de Joseph Kane
- 1953 : Mesa of Lost Women (en) de Ron Ormond (en) et Herbert Tevos

### À la télévision (intégrale)
- 1950 : The Lone Ranger
  - Saison 1, épisode 42 Eye for an Eye